# John P. Lucas

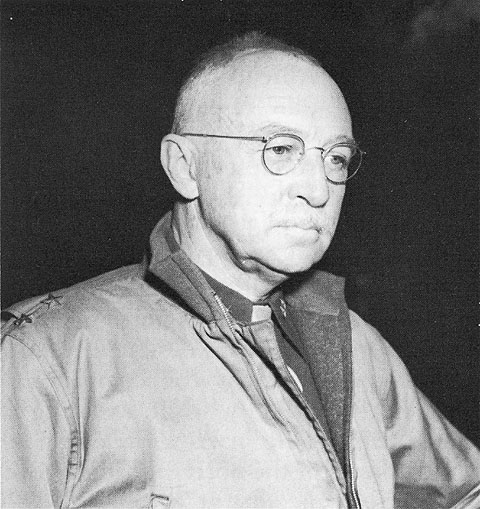
Generalmajor John P. Lucas

John Porter „Old Luke“ Lucas (* 14. Januar 1890 in Kearneysville, West Virginia; † 24. Dezember 1949 in Chicago, Illinois) war ein Offizier der US Army, der unter anderem als Generalmajor zwischen 1941 und 1942 Kommandeur der 3. Infanteriedivision (3rd Infantry Division) sowie zwischen 1944 und 1945 Oberbefehlshaber der Vierten US-Armee (Fourth US Army) war.

## Leben
John Porter Lucas, ältestes von drei Kindern des Arztes Charles Craighill Lucas und dessen Ehefrau Frances Thomas Craighill Lucas, absolvierte nach dem Schulbesuch eine Offiziersausbildung an der US Military Academy in West Point und wurde nach deren Abschluss am 13. Juni 1911 als Leutnant (Second Lieutenant) in die Kavallerie übernommen. Er fand zunächst Verwendung auf den Philippinen und wurde nach seiner Rückkehr im August 1914 Kommandeur eines Maschinengewehrtrupps im 13. Kavallerieregiment (13th Cavalry Regiment), das in Columbus stationiert war. Während der Intervention der USA in die mexikanische Revolution zeichnete er sich am 9. März 1916 in der Schlacht von Columbus gegen die Truppen von Pancho Villa im Kampfeinsatz aus. In der darauf folgenden mexikanischen Expedition war er Adjutant (Aide-de-camp) von Generalmajor George Bell Jr. in Fort Bliss. Im Dezember 1917 begleitete er nach Generalmajor George Bell Jr. als Adjutant nach Camp Logan, wo Bell Kommandeur der 33. Infanteriedivision (33rd Infantry Division) wurde.
Danach war Lucas als Hauptmann (Captain) Leiter der Infanteriewaffenschule der Division, die sich auf den Einsatz im Ersten Weltkrieg vorbereitete. Am 15. Januar 1918 wurde ihm der Brevet-Rang eines Majors verliehen und Kommandeur des zur 33. Infanteriedivision gehörenden 108. Feldfernmeldebataillon (108th Field Signal Battalion), das daraufhin zum Kriegseinsatz nach Frankreich ausgeschifft wurde. Zugleich war er auch Fernmeldeoffizier der Division (Division Signal Officer). Während seiner Verwendung als Bataillonskommandeur wurde er am 18. Juni 1918 in einem Kampfeinsatz bei Amiens durch einen deutschen Granatsplitter schwer verwundet. Nach einer Operation in Großbritannien kehrte er zur weiteren Erholung nach Washington, D.C. zurück. Seine Verletzungen waren so ernsthaft, dass er nicht erneut zum Frontdienst zur 33. Infanteriedivision zurückzukehren brauchte. Am 31. Oktober 1918 erhielt er den Brevet-Rang als Oberstleutnant (Lieutenant-Colonel).

### Zwischenkriegszeit
Nach Ende des Ersten Weltkrieges wurde John P. Lucas in seinen ständigen Rang (Permanent Rank) als Hauptmann zurückversetzt und war als solcher zwischen 1919 und 1920 Instrukteur für Militärwissenschaften beim Reserveoffizier-Ausbildungsprogramm ROTC (Reserve Officer Training Corps) der University of Michigan in Ann Arbor. 1920 wechselte er zur Feldartillerie und wurde zum Major befördert. Daraufhin absolvierte er zwischen 1920 und 1921 einen Fortgeschrittenenlehrgang an der Feldartillerieschule (US Field Artillery School) in Fort Sill und blieb anschließend zwischen 1921 und 1923 als Ausbilder an der Feldartillerieschule. Daraufhin begann er 1923 eine einjährige Fortbildung am US Army Command and General Staff College in Fort Leavenworth, die er 78. der 247 Teilnehmer seines Jahrgangs abschloss. Daraufhin lehrte er von 1924 bis 1929 als Professor für Militärwissenschaften und Taktik beim ROTC-Programm am Colorado Agricultural College in Fort Collins. Während dieser Zeit schloss er ein postgraduales Studium mit einem Master of Science (M.S.) ab. Anschließend war er zwischen 1929 und 1931 Kommandeur des in Fort Bliss stationierten 1. Bataillon des 82. Feldartillerieregiments. Im Juni 1931 begann er ein Studium am US Army War College (AWC) in Carlisle, das er im Juni 1932 beendete.
Im Anschluss wechselte Lucas am 1. Juli 1932 ins Kriegsministerium (War Department) und war dort bis zum 30. Juni 1936 in der Abteilung 1 Personal des Generalstabes (Office of the Assistant Chief of Staff (G-1), General Staff) tätig. Dort erfolgte am 1. August 1935 seine Beförderung zum Oberstleutnant (Lieutenant-Colonel). Danach war er zwischen dem 19. August 1936 und dem 22. Dezember 1937 Kommandeur des 2. Bataillons des 4. Feldartillerieregiments (4th Field Artillery Regiment) sowie vom 23. Dezember 1937 bis zum 30. Juni 1940 Mitglied des Feldartillerieausschusses (Field Artillery Board). Nach seiner Beförderung zum Oberst (Colonel) am 2. Mai 1940 fungierte er zwischen dem 1. Juli und Oktober 1940 als Kommandeur des in Fort Sill stationierten 1. Feldartillerieregiments (1st Field Artillery Regiment1st Field Artillery Regiment). Nach seiner Ernennung zum Brigadegeneral (Brigadier-General) der Army of the United States am 1. Oktober 1940 war er von Oktober 1940 bis Juli 1941 Kommandeur der Artillerie der 2. Infanteriedivision (2nd Infantry Division).

### Zweiter Weltkrieg

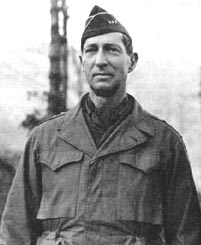
Generalleutnant Mark W. Clark, Oberkommandierender der Fünften US-Armee, entließ Generalmajor Lucas im Februar 1944 als Kommandierenden General des VI. US-Korps wegen der kritischen Haltung zur Operation Shingle.

Am 5. August 1941 wurde Lucas zum Generalmajor (Major-General) der Army of the United States ernannt und übernahm anschließend im September 1941 den Posten als Kommandeur der in Fort Lewis stationierten 3. Infanteriedivision (3rd Infantry Division). Diesen Posten bekleidete er nach dem Angriff auf Pearl Harbor durch Kaiserlich Japanischen Marineluftstreitkräfte am 7. Dezember 1941 und dem damit verbundenen Eintritt der Vereinigten Staaten in den Zweiten Weltkrieg bis zum 16. April 1942. In dieser Zeit leitete er Übungsmanöver für amphibische Landungsoperationen in der Meeresbucht Puget Sound. Im Anschluss übernahm er am 16. April 1942 von Joseph Stilwell den Posten als Kommandierender General des III. Korps (III Corps) in Fort McPherson und behielt diesen bis zu seiner Ablösung durch Harold R. Bull im Mai 1943. Daraufhin wechselte er in das Hauptquartier für die Operationen der US-Armee auf dem nordafrikanischen Kriegsschauplatz (Headquarters North African Theater of Operations US Army) und war nach der Operation Husky, der alliierten Invasion auf Sizilien, als Nachfolger von Omar N. Bradley zwischen dem 9. und seiner Ablösung durch Geoffrey Keyes am 19. September 1943 kurzzeitig Kommandierender General des dort eingesetzten II. Korps (II Corps).
Am 20. September 1943 löste Generalmajor John P. Lucas Generalmajor Ernest J. Dawley als Kommandierender General des VI. Korps (VI Corps) ab. Unter seinem Kommando fand ab dem 28. Januar 1944 die Operation Shingle statt, eine von den Alliierten durchgeführte amphibische Landungsoperation auf dem italienischen Kriegsschauplatz in der Umgebung von Anzio und Nettuno am Tyrrhenischen Meer in Mittelitalien zu Beginn der Schlacht um Monte Cassino. Die Operation und ihre nachfolgenden Gefechte werden auch als Schlacht von Anzio bezeichnet. Lucas stand den Plänen für die Anzio-Schlacht äußerst kritisch gegenüber und glaubte, dass seine Streitkräfte nicht stark genug waren, um ihre Mission zu erfüllen. Sein Selbstvertrauen wurde nicht gestärkt, als die Mission durch Befehle und Ratschläge seines Vorgesetzten und Oberkommandierenden der Fünften US-Armee (Fifth US Army), Generalleutnant Mark W. Clark, in letzter Minute zurückgefahren wurde, der ihm sagte, er solle nicht „den Hals herausstrecken“. Während der nachfolgenden Kämpfe wurden unter seinem Kommando zwei Ranger-Bataillone, die als Angriffsinfanterie eingesetzt wurden, vollständig vernichtet.
Nach neun Tagen der Vorbereitung zur Stärkung seiner Position und vier Wochen extrem harter Kämpfe wurde er am 28. Februar 1944 während der Operation an Bord des Seeflugzeugtenders USS Biscayne von seinem Kommando entbunden und durch Lucian K. Truscott ersetzt. Er selbst wurde daraufhin drei Wochen lang Deputy Commanding General Fifth US Army Stellvertreter von Generalleutnant Clark eingesetzt und kehrte danach in die USA zurück. 1944 wurde ihm für seine Verdienste als Kommandierender General des VI. Korps die Army Distinguished Service Medal, die Navy Distinguished Service Medal und der Silver Star verliehen.
Nach seiner Rückkehr wurde Generalmajor Lucas im März 1944 zunächst stellvertretender Oberkommandierender der Vierten US-Armee und löste am 4. Juni 1944 Generalleutnant William Hood Simpson als Oberkommandierender der Vierten US-Armee (Fourth US Army) in Fort Sam Houston ab. Er behielt diesen Posten mit einer Unterbrechung vom 23. Juli bis zum 21. November 1945, in der Generalleutnant Alexander M. Patch das Oberkommando hatte, bis zum 18. Januar 1946. Während dieser Zeit wurde aus Teilen der Vierten US-Armee die 15. US-Armee (Fifteenth US Army) gebildet, deren erster Oberkommandierender er vom 14. August bis zum 2. November 1944 war.

### Nachkriegszeit
Für seine Verdienste als Oberkommandierender der Vierten US-Armee erhielt er 1946 ein Bronzenes Eichenlaubblatt (Bronze Oak Leaf Cluster) anstelle einer zweiten Army Distinguished Service Medal.
Nach Kriegsende wurde John P. Lucas im Juni 1946 Chef der US-amerikanischen Militärischen Beratungsgruppe (US Military Advisory Group) bei der Regierung von Nationalchina unter Leitung von Generalissimus Chiang Kai-shek. Er verblieb dort bis Januar 1948 und kehrte dann wieder in die USA zurück. Nach seiner dortigen Beförderung zum Generalmajor der US Army am 24. Januar 1948 wurde er abermals Deputy Commanding General Fifth Army und nunmehr Stellvertreter von Generalleutnant Walton Walker beziehungsweise ab Oktober 1948 von dessen Nachfolger, Generalleutnant Stephen J. Chamberlin.
Am 24. Dezember 1949 verstarb er plötzlich im Krankenhaus des Marinestützpunktes Naval Station Great Lakes bei Chicago. Nach seinem Tode wurde er auf dem Nationalfriedhof Arlington beigesetzt. Aus seiner Ehe mit Sydney Virginia Wynkoop Lucas (1892–1959) gingen der Sohn John Porter Lucas (1918–2003), der ebenfalls am Zweiten Weltkrieg sowie am Koreakrieg teilnahm sowie zuletzt Oberst der US-Armee war, sowie die Tochter Mary Lucas Boles (1923–2015) hervor, die mit Generalmajor John K. Boles, Jr., verheiratet war.

### Trivia
Im Oktober 1950 erschien in The Assembly, der Zeitschrift der Vereinigung der Absolventen der US-Militärakademie (Association of West Point Graduates) ein von seinem langjährigen Wegbegleiter und Freund Generalmajor Laurence B. Keiser verfasster Nachruf.
In dem 1968 unter der Regie von Edward Dmytryk entstandenen Kriegsfilm Schlacht um Anzio basierte die von Arthur Kennedy gespielte Rolle des übervorsichtigen General Lesley auf John P. Lucas.

## Auszeichnungen
Auswahl der Dekorationen, sortiert in Anlehnung der Order of Precedence of Military Awards:
- Army Distinguished Service Medal (2 ×)
- Navy Distinguished Service Medal
- Silver Star
- Purple Heart